# Samtgemeinde Suderburg
De Samtgemeinde Suderburg is een Samtgemeinde in de Duitse deelstaat Nedersaksen. Het is een samenwerkingsverband van 3 kleinere gemeenten in het zuidwesten van Landkreis Uelzen. Het bestuur is gevestigd in Suderburg.

## Deelnemende gemeenten

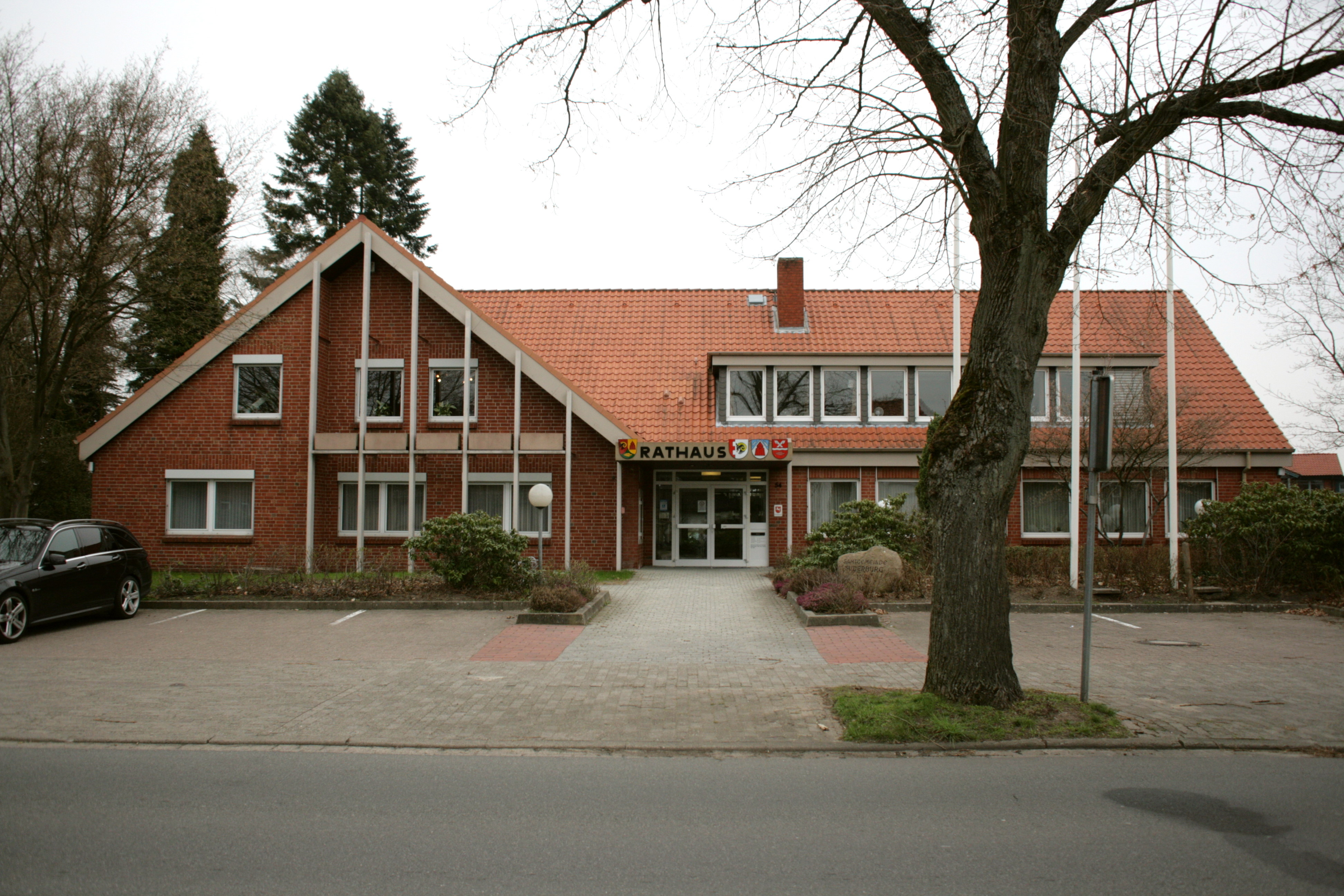
Gemeentehuis

De Samtgemeinde Suderburg bestaat uit drie gemeentes met daarin de gehuchten en dorpen (Ortsteile):
| - Eimke - Dreilingen - Eimke (dorp) - Ellerndorf - Wichtenbeck | - Gerdau - Bargfeld - Barnsen - Bohlsen - Gerdau (dorp) - Groß Süstedt - Holthusen II | - Suderburg - Bahnsen - Böddenstedt - Hamerstorf - Hösseringen - Holxen - Räber - Suderburg (dorp) |

Het gemeentebestuur van de Samtgemeinde zetelt in het dorp Suderburg.

## Ligging, verkeer, vervoer
De Samtgemeinde ligt niet ver ten zuidwesten van de stad Uelzen. 
Autosnelwegen komen niet door of nabij de directe omgeving van Suderburg. Door de gemeente lopen drie Bundesstraßen:
- Bundesstraße 71 in west-oost-richting (Soltau - Uelzen)
- Bundesstraße 4 en Bundesstraße 191, beide van Uelzen zuidwaarts door de oostelijke rand van de Samtgemeinde.

Het dorp Suderburg heeft een treinstation aan de lijn van Celle naar Uelzen.
Het stedelijk vliegveld van Uelzen ligt juist binnen de gemeentegrenzen van de Samtgemeinde, en wel tussen Barnsen, gemeente Gerdau en de stad Uelzen, die hemelsbreed 5 km ten oosten van het vliegveldje ligt. Flugplatz Uelzen (ICAO-code EDVU) ligt 75 meter boven zeeniveau en heeft één met asfalt verharde start- en landingsbaan die 800 m lang en 20 m breed is. 

## Natuurschoon, bezienswaardigheden, evenementen
Zie ook de artikelen over de drie deelgemeentes.
- Natuurreservaat Mönchsbruch in de deelgemeenten Gerdau en Eimke, bijna 400 ha groot fraai beekdal-, ooibos- en moerasboosreservaat, waar tal van zeldzame planten en dieren voorkomen
- De Samtgemeinde ligt in de Lüneburger Heide
- Openluchtmuseum te Hösseringen
- Jaarlijks vliegfeest met o.a. vliegshows op Flugplatz Uelsen (op Hemelvaartsdag)

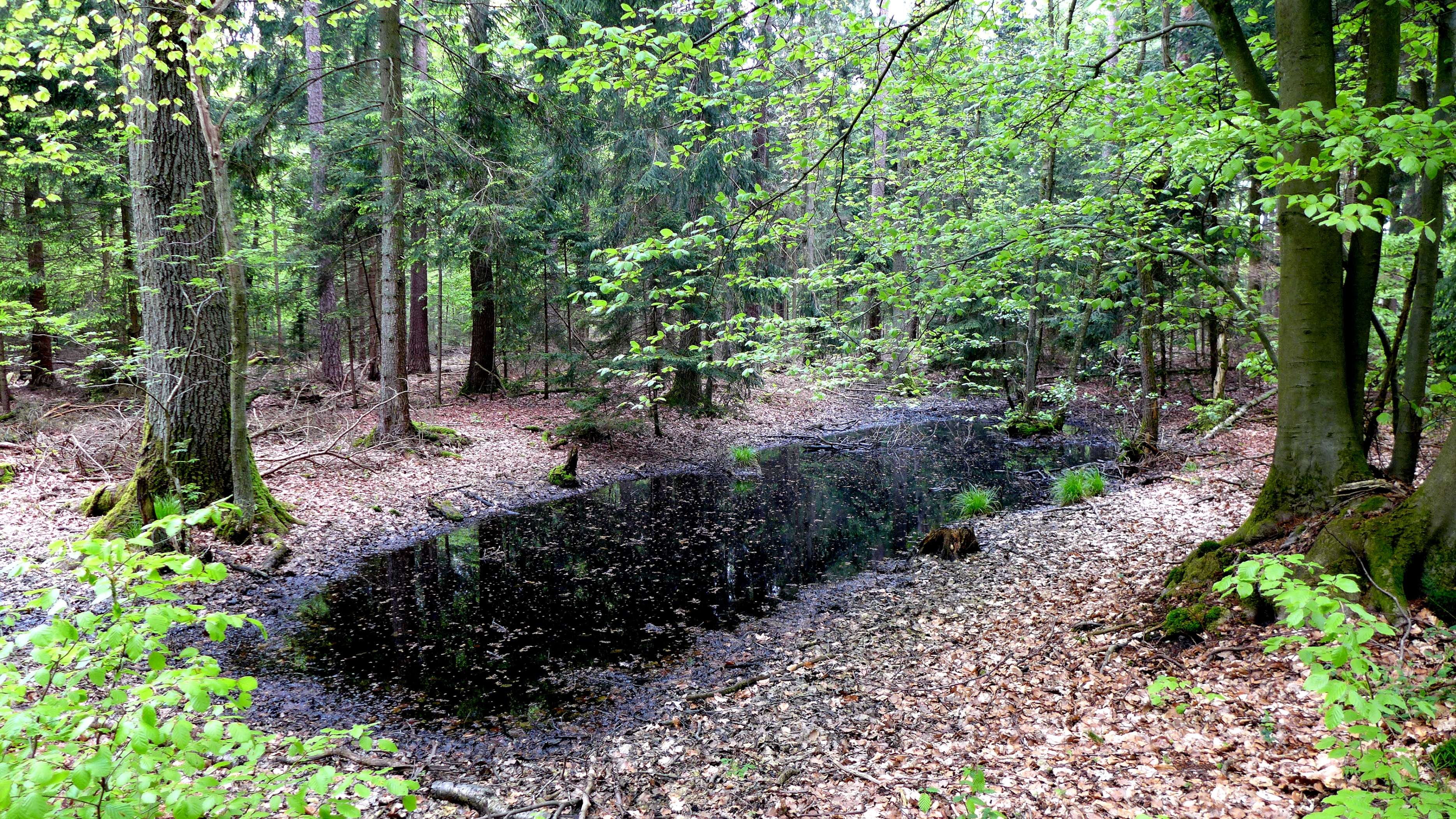
Natuurreservaat Mönchsbruch
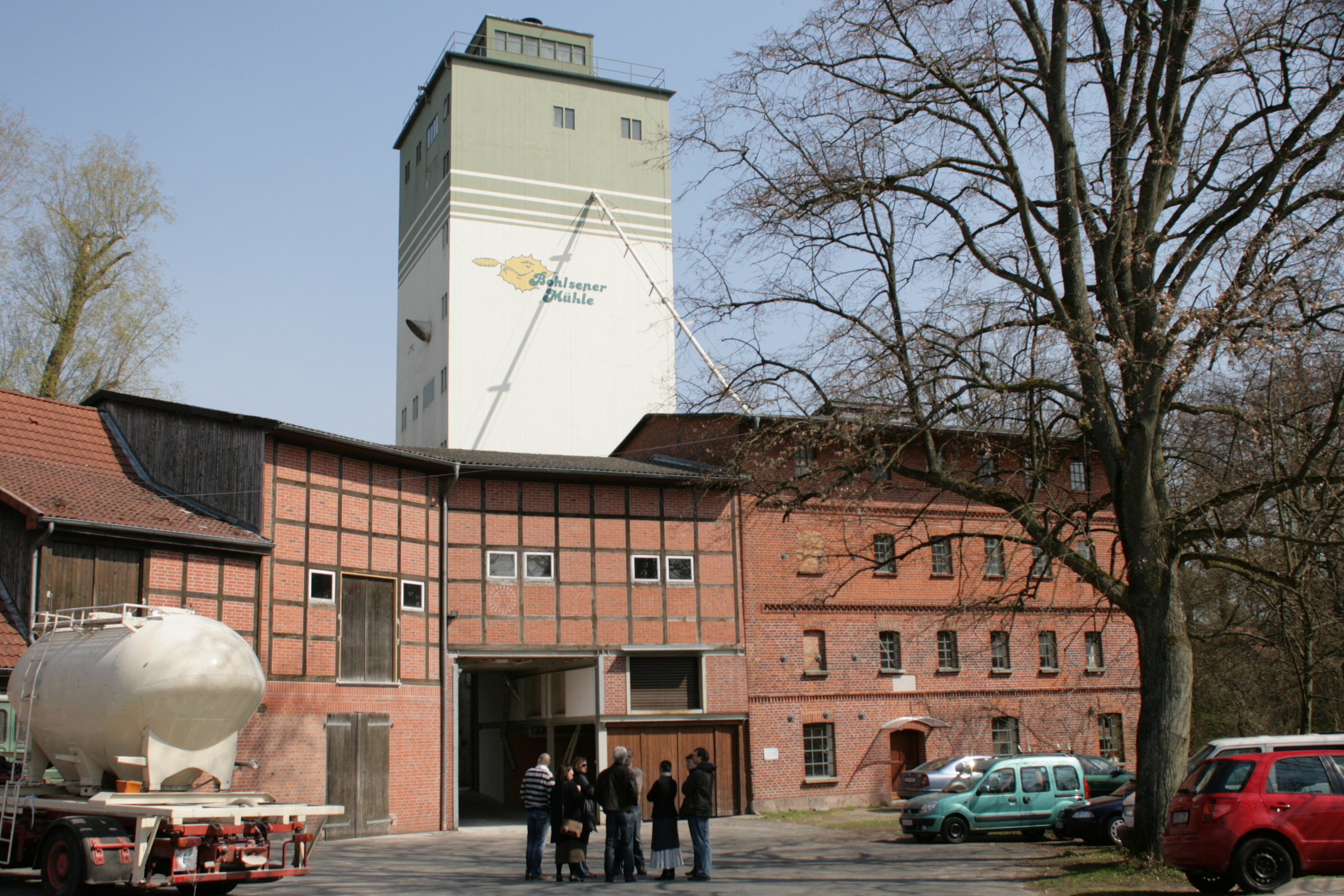
Watermolen te Bohlsen

Altenmedingen · 
Bad Bevensen · 
Bad Bodenteich · 
Barum · 
Bienenbüttel · 
Ebstorf · 
Eimke · 
Emmendorf · 
Gerdau · 
Hanstedt · 
Himbergen · 
Jelmstorf · 
Lüder · 
Natendorf · 
Oetzen · 
Rätzlingen · 
Römstedt · 
Rosche · 
Schwienau · 
Soltendieck · 
Stoetze · 
Suderburg · 
Suhlendorf · 
Uelzen · 
Weste · 
Wrestedt · 
Wriedel